# Соловьёв, Сергей Фёдорович (партийный деятель)
Серге́й Фёдорович Соловьёв (25 сентября 1916 — 13 января 1990) — советский хозяйственный, государственный и политический деятель.

## Биография
Родился в 1916 году в селе Заковряжино. Член ВКП(б) с 1939 года.
С 1933 года — на хозяйственной, общественной и политической работе. В 1933—1968 годах — бухгалтер колхоза «Красное Знамя», старший бухгалтер Сузунской машинно-тракторной станции, участник Великой Отечественной войны, секретарь Краснозёрского районного комитета ВКП(б), 1-й секретарь Тазовского районного комитета ВКП(б), 1-й секретарь Микояновского районного комитета КПСС, 1-й секретарь Ханты-Мансийского городского комитета КПСС,
председатель Исполнительного комитета Ханты-Мансийского окружного Совета, 1-й секретарь Ханты-Мансийского окружного комитета КПСС, заведующий Отделом народностей Севера Исполнительного комитета Тюменского областного Совета.
Умер в 1990 году в Тюмени.